# Jacques de Glymes
Jacques de Glymes of Jacob van Glymes († ca. 1612), burggraaf van Jodoigne en La Wastine, heer van Boneffe, was een edelman uit het Huis Glymes. Hij was van 1566 tot 1606 hoogbaljuw van Nijvel en Waals-Brabant, met uitzondering van het calvinistische jaar 1580.

## Familie
De vader van Jacques was Guillaume de Glymes, heer van Boneffe (ca. 1503 - ca. 1548). Zijn moeder was Catherine de Cotereau. Hij was het tweede van zes kinderen. Met zijn echtgenote Jacqueline de Houtain, vrouwe van Franquenies (fr), had hij de zoon Charles de Glymes († 1620).

## Leven

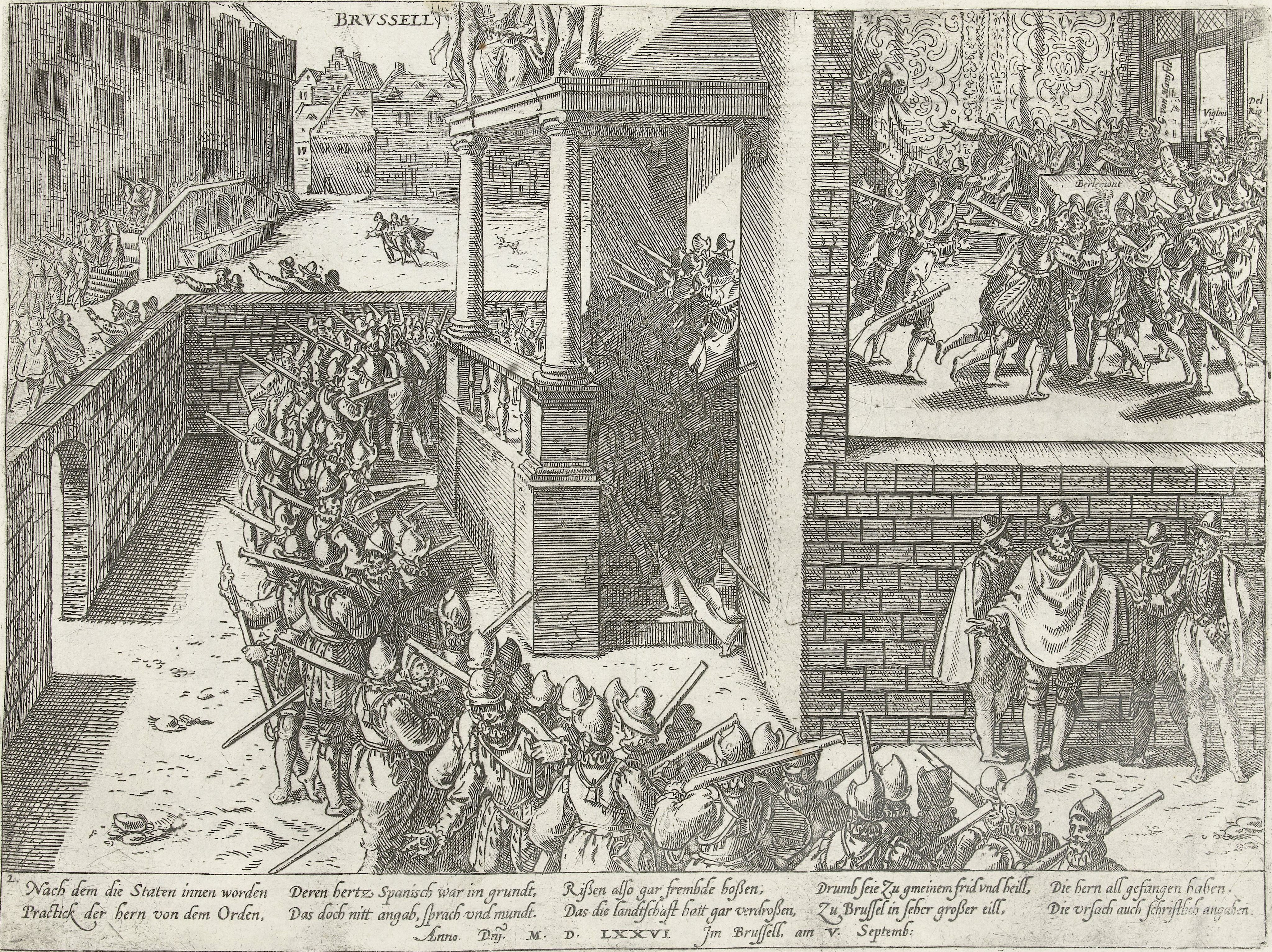
De gevangenname van de Raad van State op een prent van Frans Hogenberg (ca. 1576-1578)

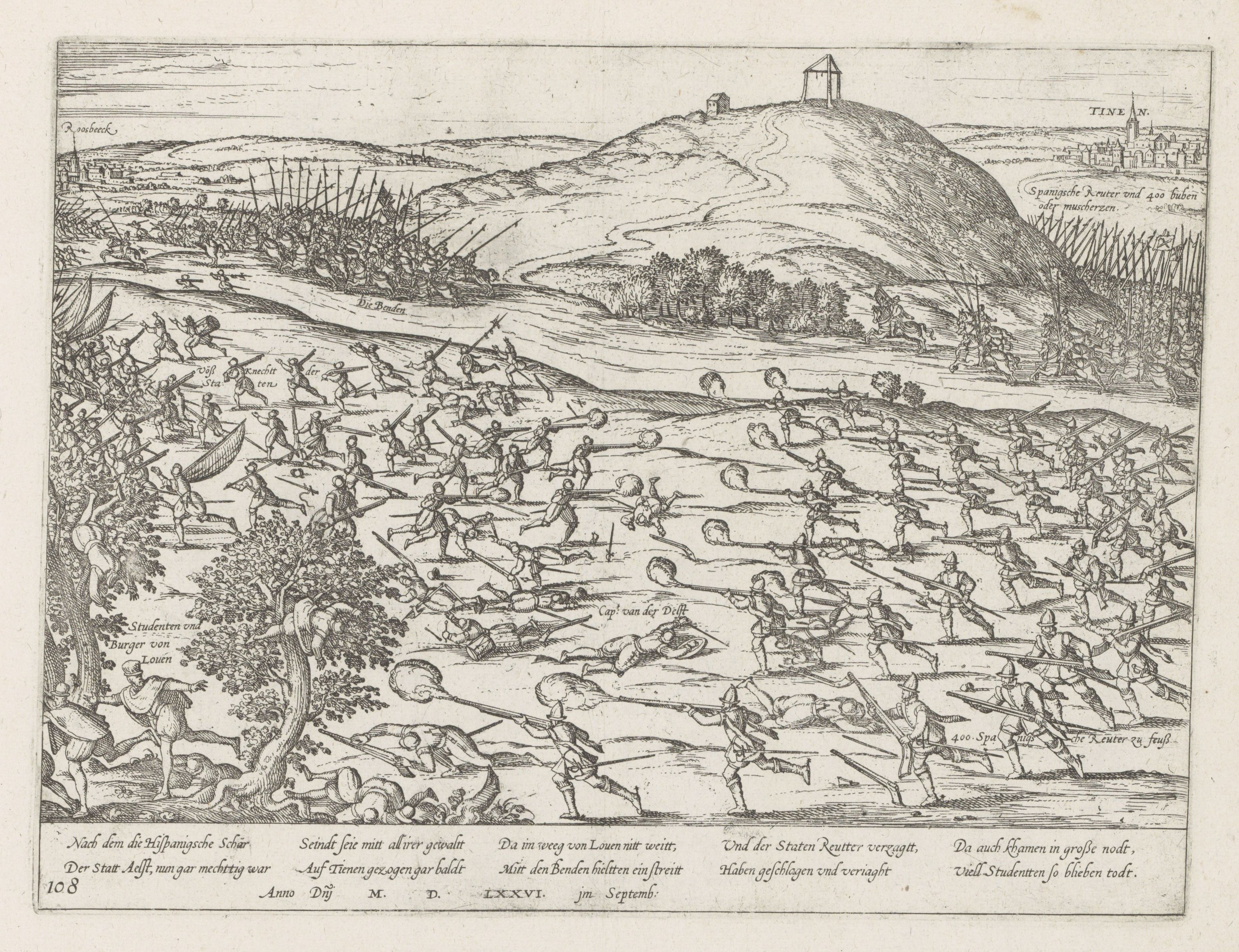
De Slag bij Vissenaken op een prent van Frans Hogenberg

Jacques de Glymes volgde op 25 januari 1566 Louis de Stradio († 1577) op als hoogbaljuw van Nijvel. Tijdens zijn ambtsperiode werden talrijke vrouwen terechtgesteld voor hekserij en tovenarij. Naams bisschop Havatius bekloeg zich aan staatsraad Assonleville dat men in Nijvel alleen maar dacht aan het innen van boetes.
In augustus 1576 kon Nijvel vermijden dat het werd gebrandschat door Spaanse muiters, die Brabant en Vlaanderen onveilig maakten. Om hen te weer te staan hadden de Staten van Brabant 2600 troepen gelicht, waaronder negen compagnieën voetvolk onder het commando van Willem van Horne. Glymes kreeg het bevel over een compagnie van driehonderd musketiers, die in Brussel werd ingekwartierd. Op 4 september ging hij aan het hoofd van deze eenheid, samen met een stadsmilitie onder Hendrik de Bloyere, over tot de gevangenname van de Raad van State in het Koudenbergpaleis. In volle zitting forceerden ze de deur en namen de aanwezigen gevangen: de staatsraden Mansfeld, Berlaymont, Sasbout en Assonleville, alsook de secretarissen Berty en Scharberger. 
Tien dagen later werd het Brabants-staatse leger onder leiding van Glymes uitgestuurd om enkele Spaanse muitersbenden te onderscheppen die de streek van Leuven en Tienen teisterden. Deze werden echter te hulp gesneld door Alonso de Vargas met het kruim van de Spaanse cavalerie. Glymes weigerde doorgang te verlenen naar Aalst, waarna zijn onervaren troepen in de pan werden gehakt in de Slag bij Vissenaken. Zelf bracht hij het er levend vanaf.
In de jaren 1578-1579 had Nijvel enorm te lijden onder twee belegeringen. Daarna leek de stad stevig in handen van de Malcontenten, tot de Brusselse republiek op 25 januari 1580 een verrassingsaanval ondernam met hulp van binnenuit. Glymes was verwittigd dat enkele stadsgenoten een complot beraamden, maar hij had er geen geloof aan gehecht. Volledig overrompeld door de inval onder Denis van den Tympel, broer van Olivier, verstopte hij zich vruchteloos in een stal. Hij werd ontdekt en in gevangenschap weggevoerd naar Brussel. De nieuwe baljuw werd Willem de Hertoghe, heer van Orsmaal. Nadat Mansfeld op 22 augustus 1580 Nijvel had teruggenomen, werden Glymes en de abdis Maria van Hoensbroek geruild voor Denis van den Tympel.
Nijvel was door al deze gebeurtenissen een schim van haar vroegere zelf. Glymes werd in 1606 opgevolgd in zijn baljuwambt. Vermoedelijk bracht hij zijn laatste jaren door in Jodoigne. Hij moet gestorven zijn vóór 4 juli 1612, datum waarop zijn zoon Charles, een kapitein van Waalse infanteristen, leenhulde bracht voor deze heerlijkheid.